# Henry McMaster
Henry Dargan McMaster, född 27 maj 1947 i Columbia i South Carolina, är en amerikansk republikansk politiker. Han är South Carolinas guvernör sedan 2017. Innan dess var han delstatens viceguvernör 2015–2017.
Guvernör Nikki Haley avgick i januari 2017 för att tillträda som USA:s FN-ambassadör och efterträddes i guvernörsämbetet av McMaster.